# Eupanacra
Eupanacra là một chi bướm đêm thuộc họ Sphingidae.

## Các loài
- Eupanacra angulata - (Clark 1923)
- Eupanacra automedon - (Walker, 1856)
- Eupanacra busiris - (Walker, 1856)
  - Eupanacra busiris atima - (Rothschild & Jordan, 1915)
  - Eupanacra busiris marina - (Rothschild & Jordan, 1915)
  - Eupanacra busiris myosotis - Cadiou & Holloway, 1989
  - Eupanacra busiris schuetzi - Hogenes & Treadaway, 1996
- Eupanacra cadioui - Hogenes & Treadaway 1993
- Eupanacra elegantulus - (Herrich-Schaffer 1856)
- Eupanacra greetae - Cadiou & Holloway 1989
- Eupanacra harmani - Cadiou & Holloway 1989
- Eupanacra hollowayi - Tennent 1991
- Eupanacra malayana - (Rothschild & Jordan 1903)
- Eupanacra metallica - (Butler 1875)
- Eupanacra micholitzi - (Rothschild & Jordan 1893)
- Eupanacra mindanaensis - Brechlin, 2000
- Eupanacra mydon - (Walker 1856)
- Eupanacra perfecta - (Butler 1875)
  - Eupanacra perfecta tsekoui - (Clark, 1926)
- Eupanacra poulardi - Cadiou & Holloway 1989
- Eupanacra psaltria - (Jordan 1923)
- Eupanacra pulchella - (Rothschild & Jordan 1907)
- Eupanacra radians - (Gehlen 1930)
- Eupanacra regularis - (Butler 1875)
  - Eupanacra regularis continentalis - (Gehlen, 1930)
- Eupanacra sinuata - (Rothschild & Jordan 1903)
- Eupanacra splendens - (Rothschild 1894)
  - Eupanacra splendens paradoxa - (Gehlen, 1932)
- Eupanacra tiridates - (Boisduval 1875)
- Eupanacra treadawayi - Cadiou 1995
- Eupanacra variolosa - (Walker 1956)
- Eupanacra waloensis - Brechlin, 2000

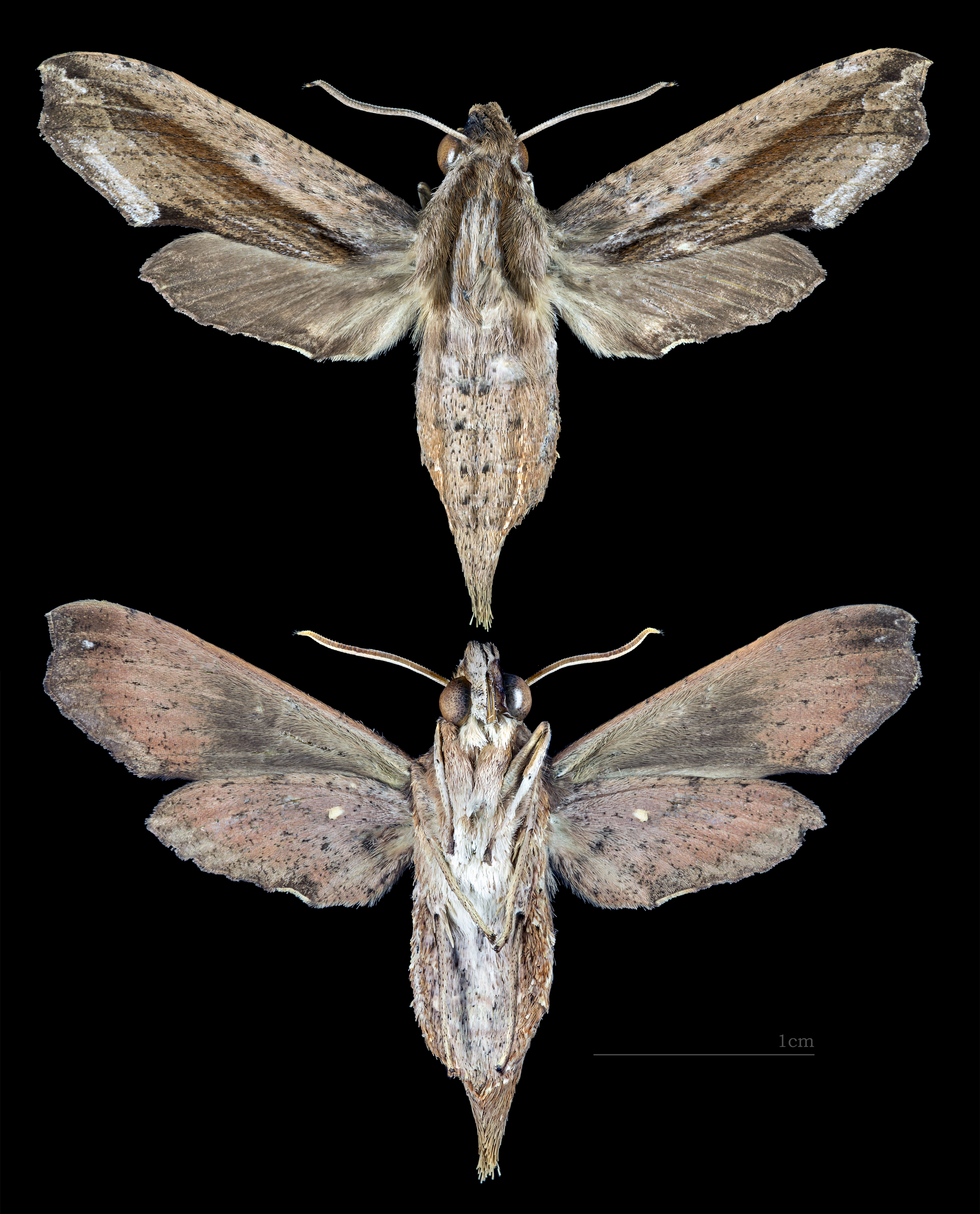
Eupanacra automedon
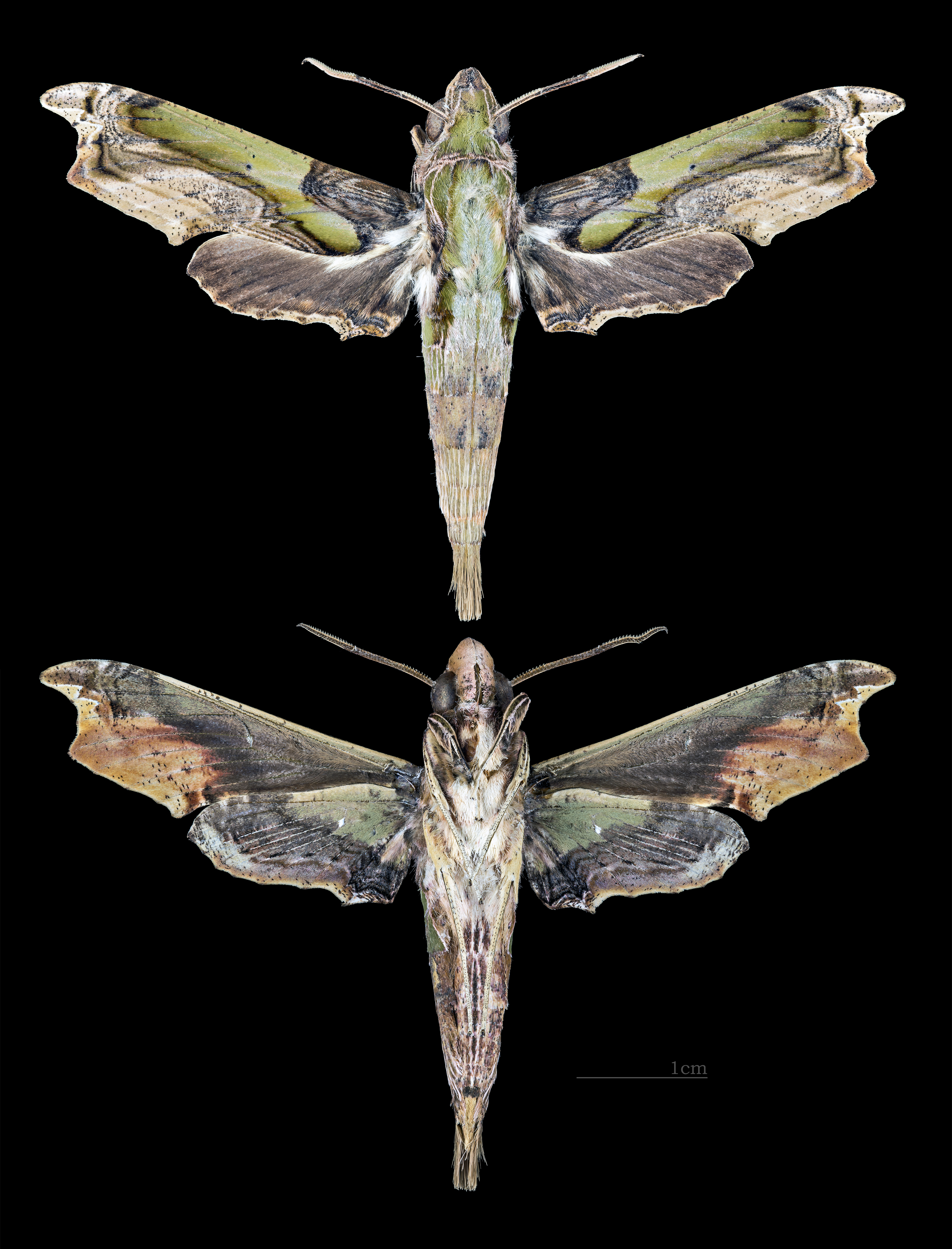
Eupanacra busiris
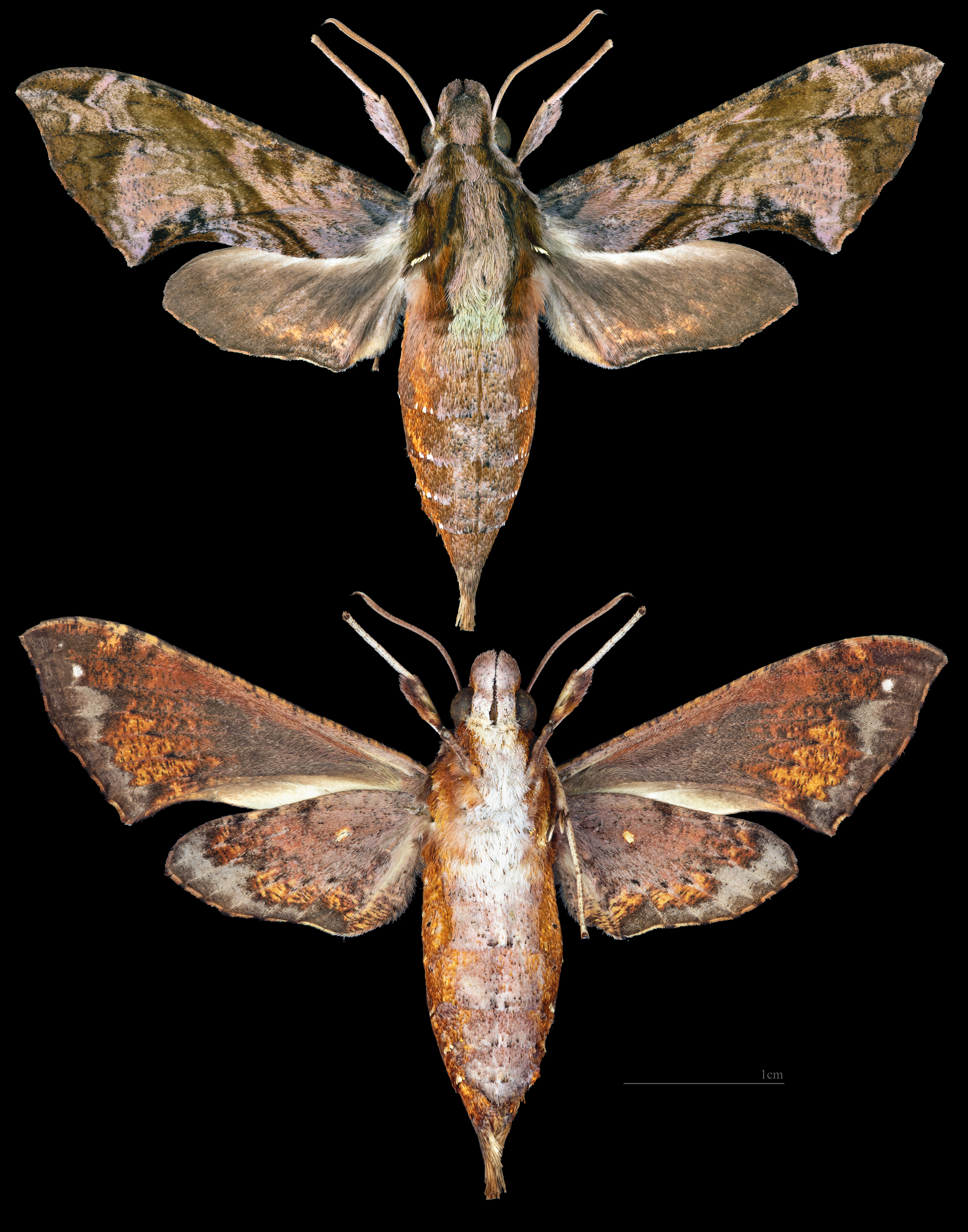
Eupanacra elegantulus
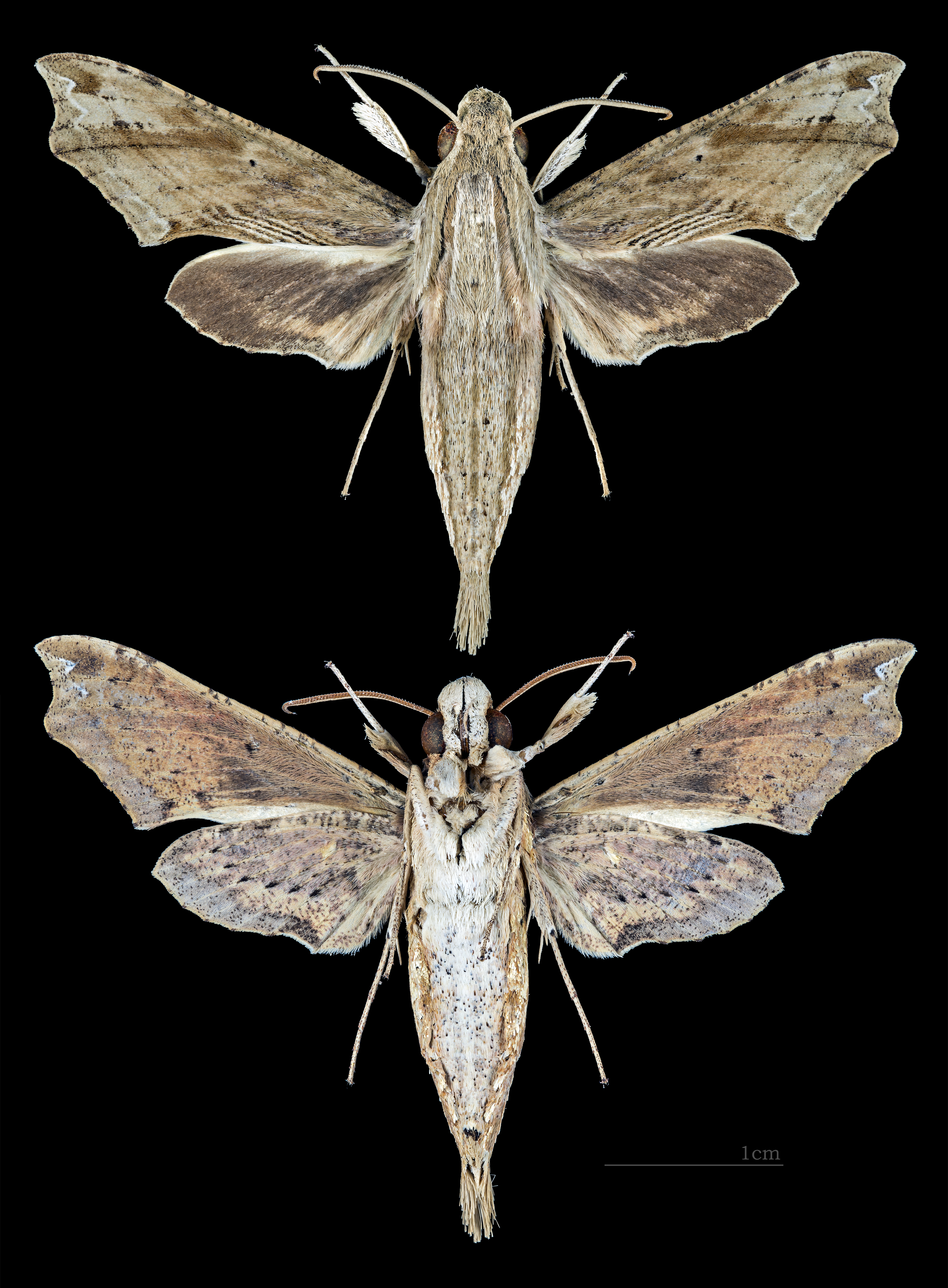
Eupanacra malayana
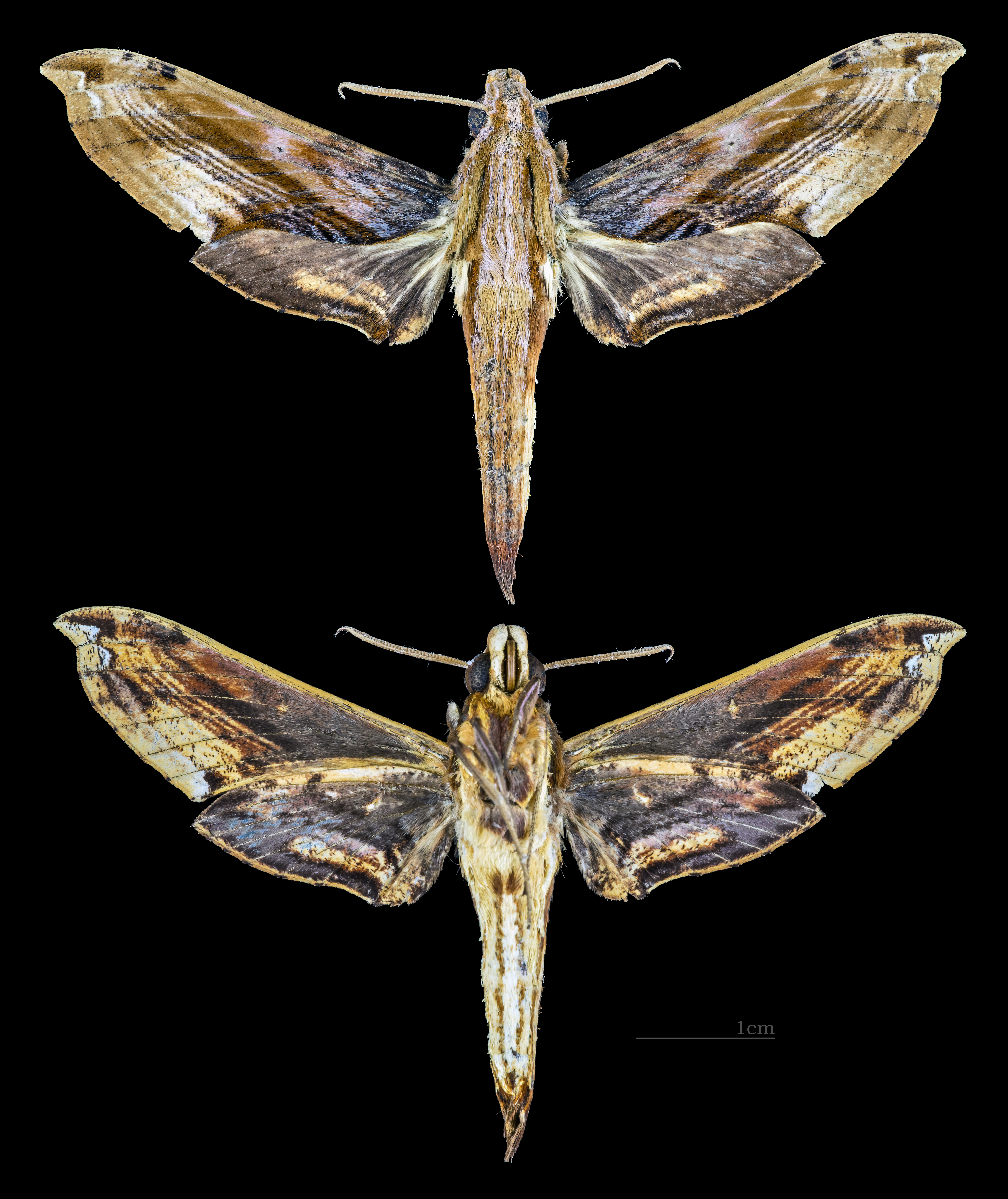
Eupanacra metallica
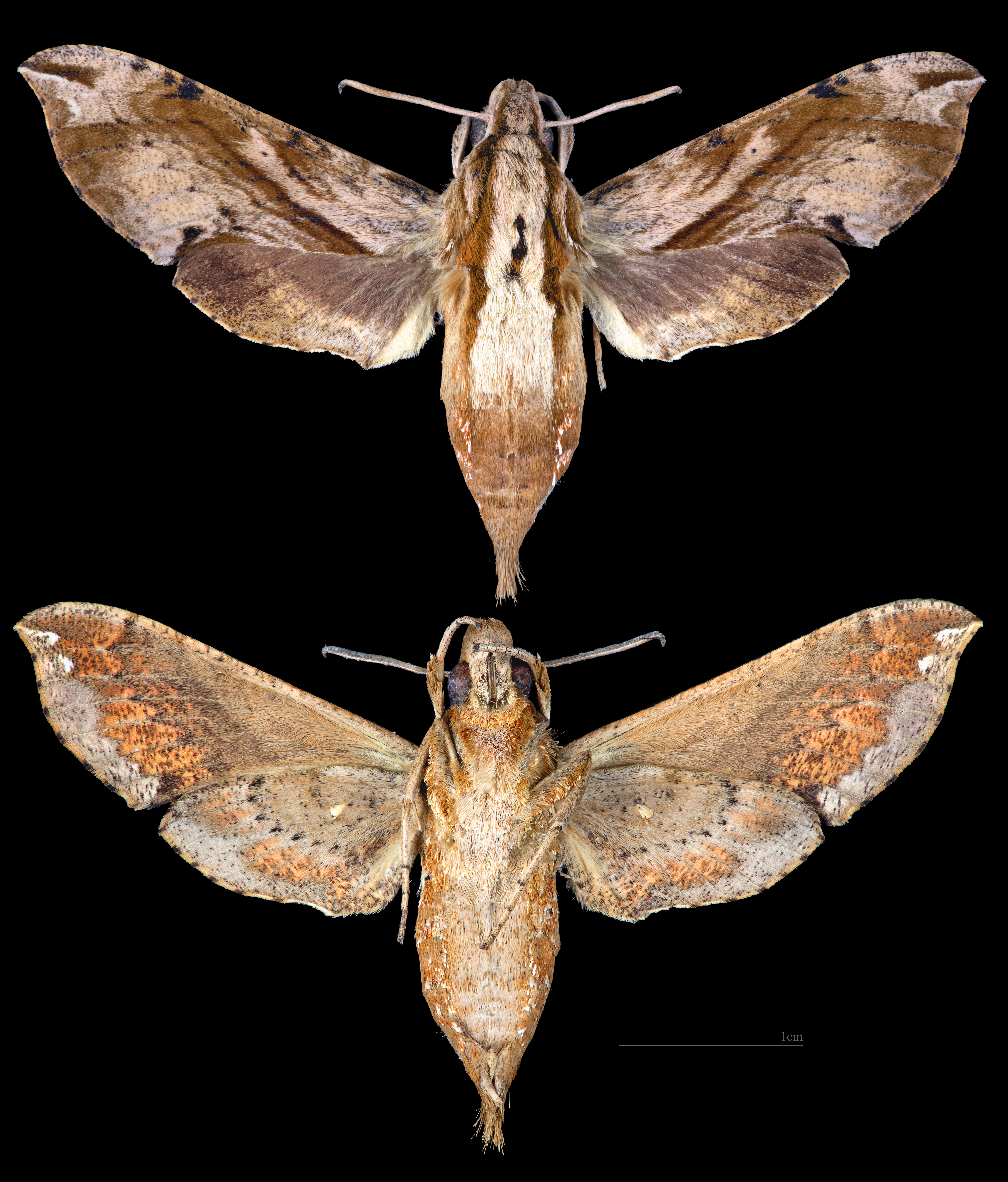
Eupanacra mydon
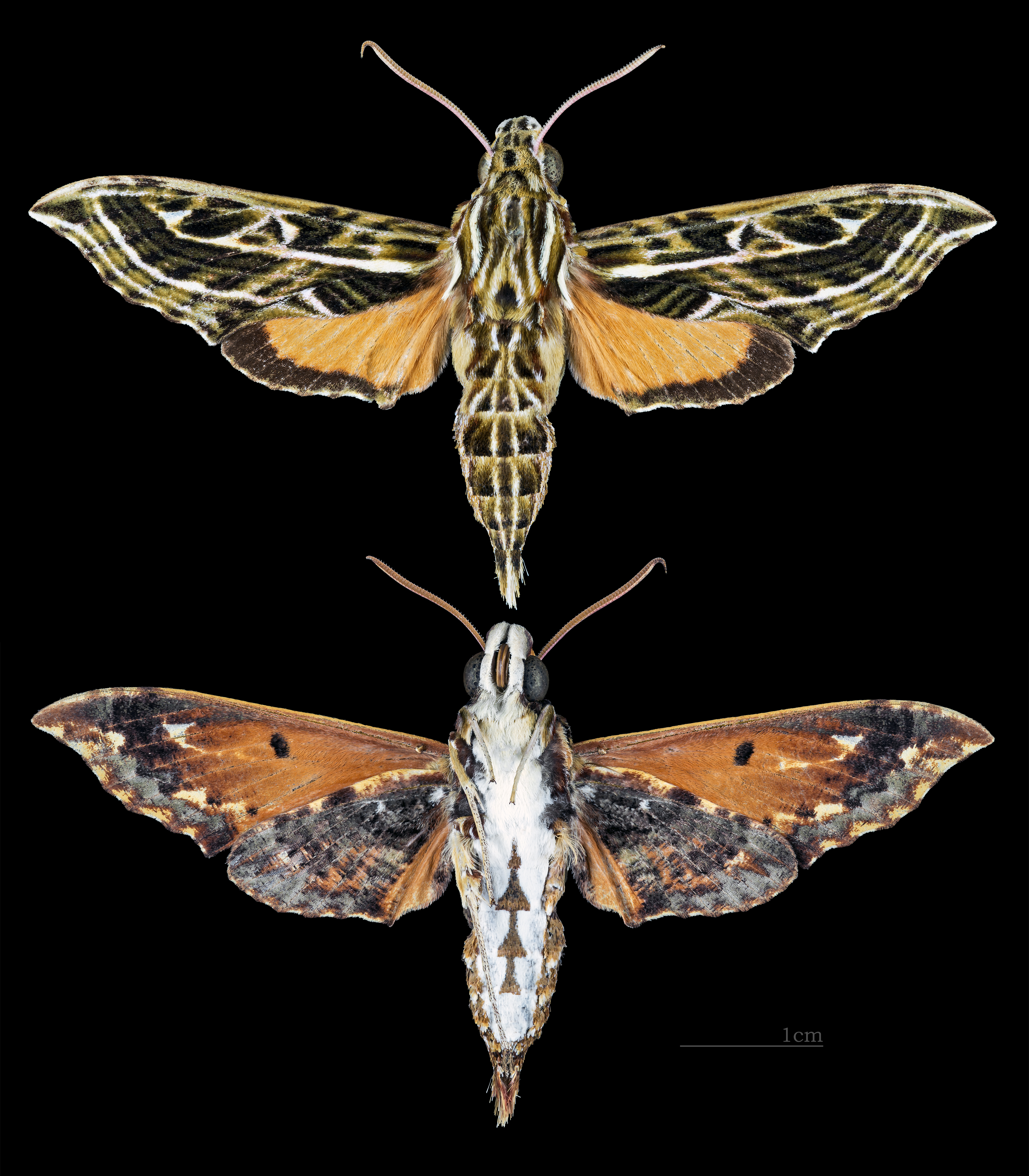
Eupanacra pulchella
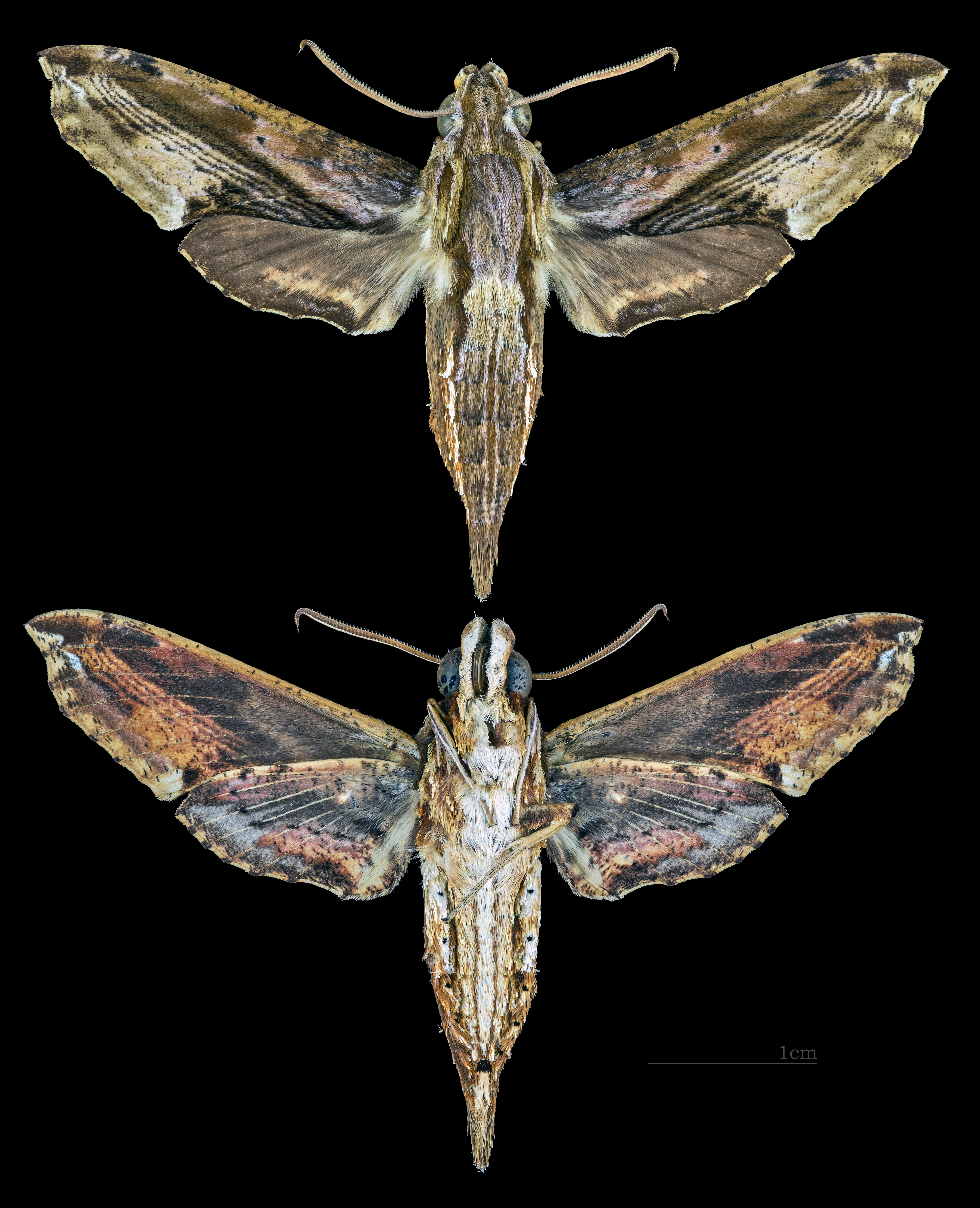
Eupanacra radians
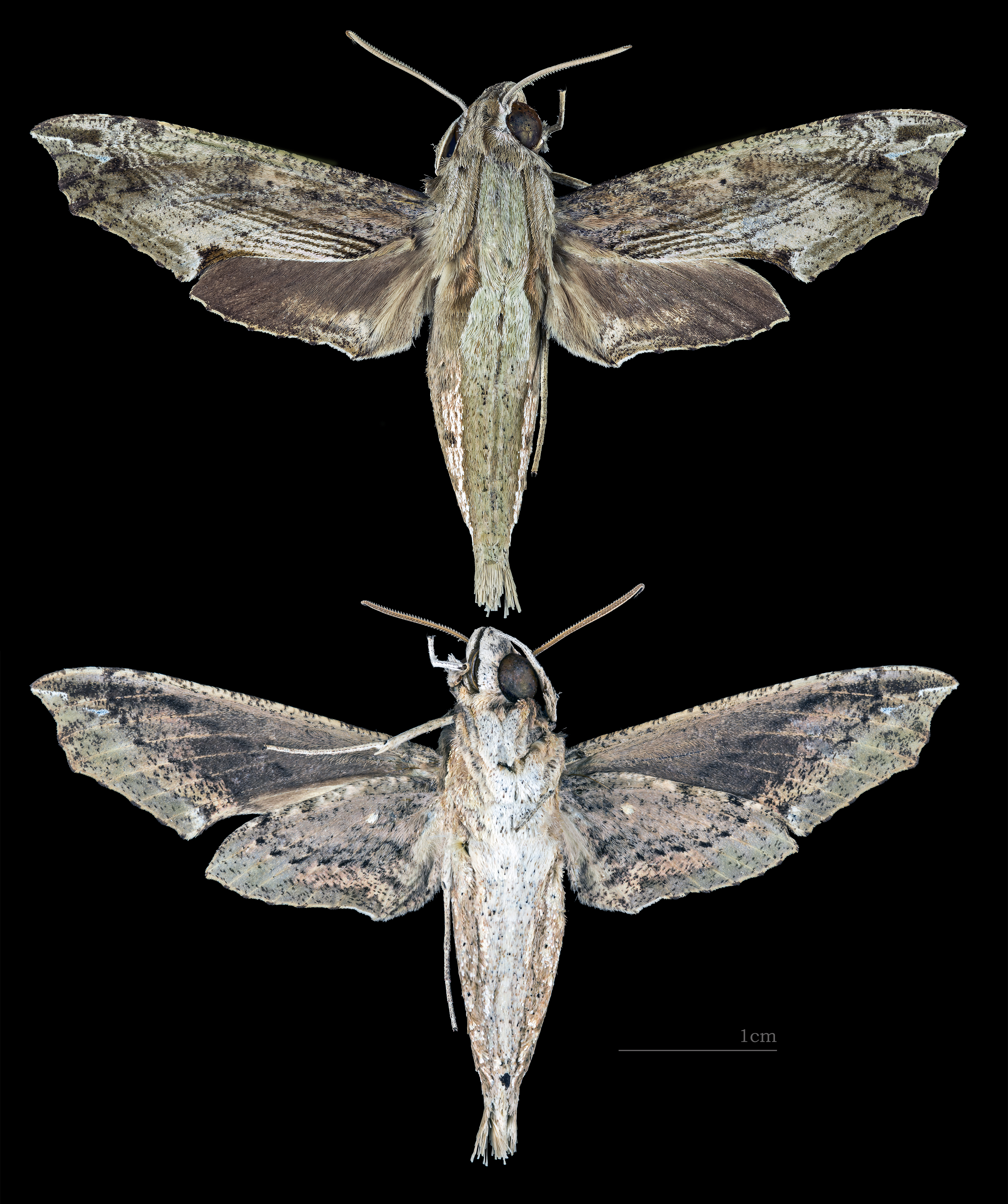
Eupanacra regularis
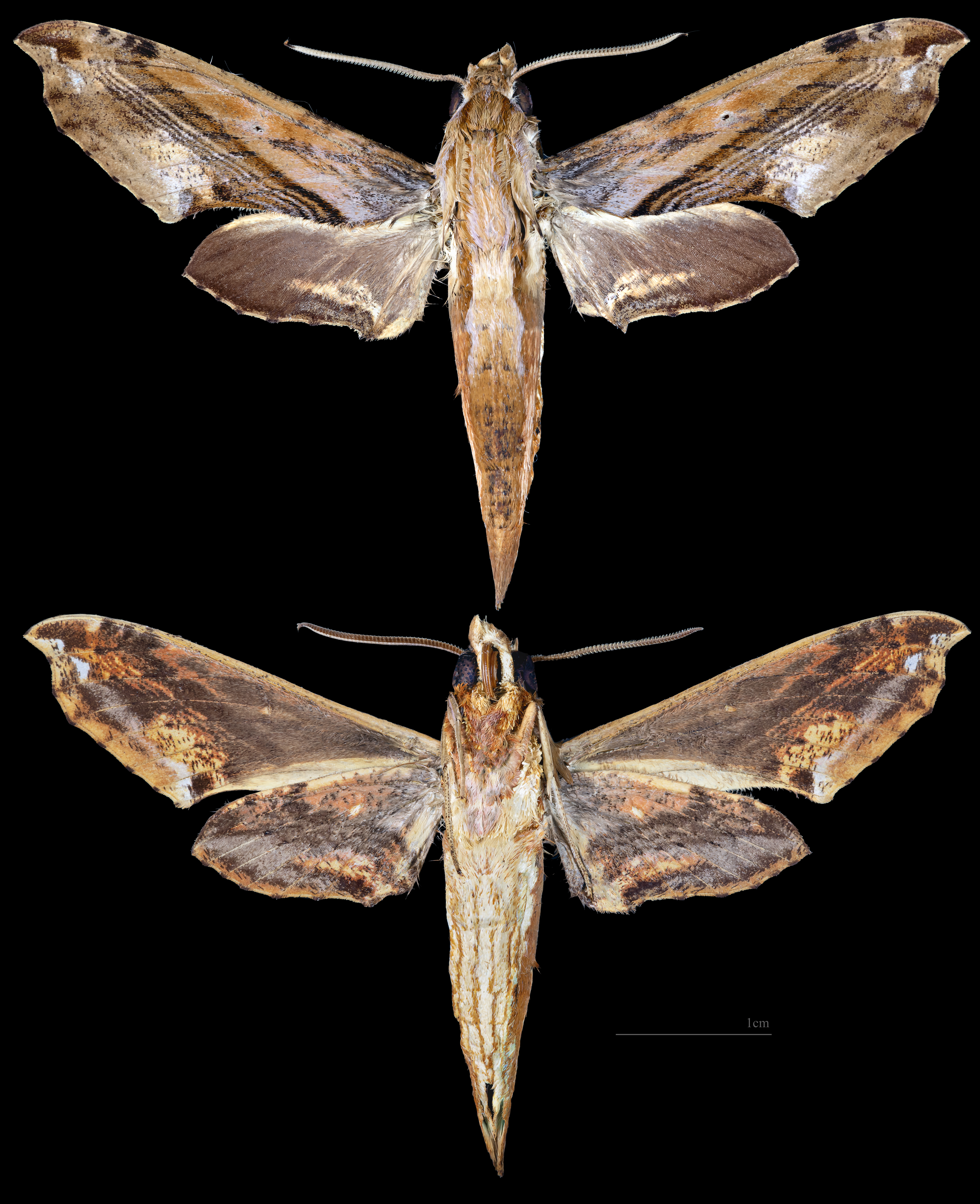
Eupanacra sinuata
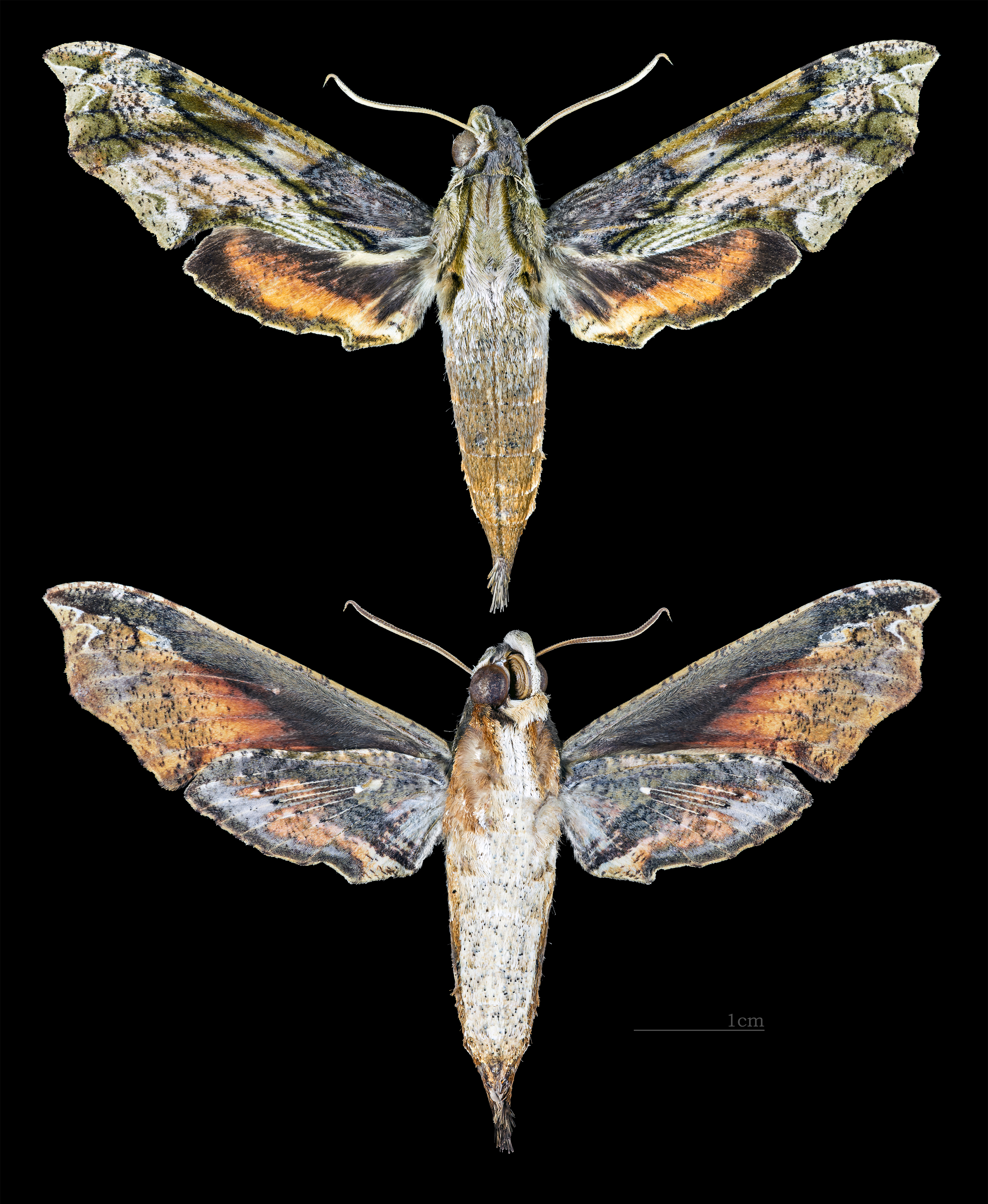
Eupanacra splendens
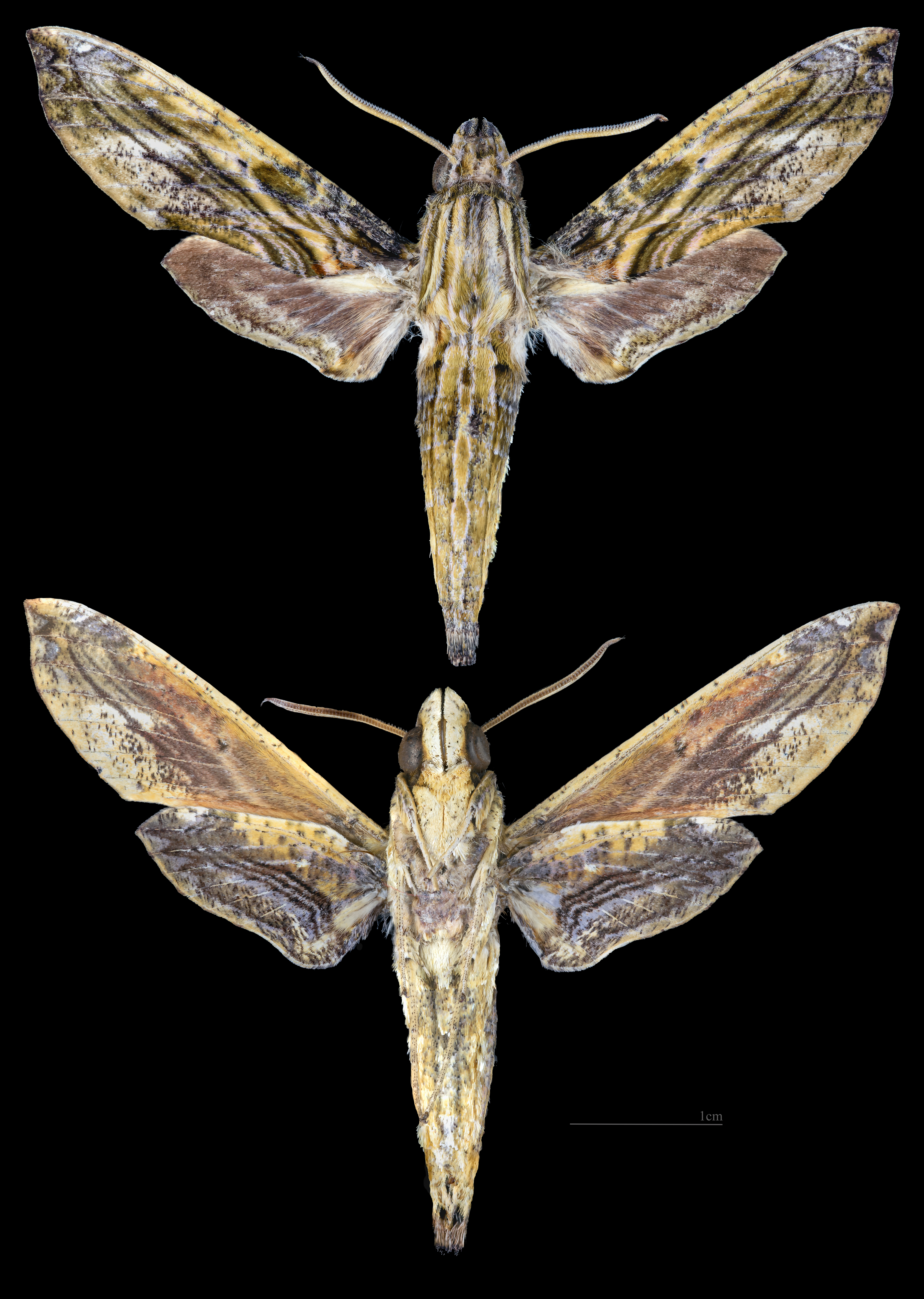
Eupanacra variolosa